# Уанкавеліка
Уанкавеліка (ісп. Huancavelica, кеч. Wankawillka) — місто в центральній частині Перу. Адміністративний центр однойменного регіону та однойменної провінції.

## Історія
Місто було засноване 4 серпня 1571 року.

## Географія
Розташоване на східному схилі Анд, на берегах річки Ічу, притоки річки Мантаро. Знаходиться на висоті 3676 м над рівнем моря.

### Клімат
Уанкавеліка знаходиться у зоні так званої «гірської тундри», котра характеризується кліматом арктичних пустель. Найтепліший місяць — листопад із середньою температурою 7.8 °C (46 °F). Найхолодніший місяць — липень, із середньою температурою 5.5 °С (41.9 °F).
| Клімат Уанкавеліки      | Клімат Уанкавеліки | Клімат Уанкавеліки | Клімат Уанкавеліки | Клімат Уанкавеліки | Клімат Уанкавеліки | Клімат Уанкавеліки | Клімат Уанкавеліки | Клімат Уанкавеліки | Клімат Уанкавеліки | Клімат Уанкавеліки | Клімат Уанкавеліки | Клімат Уанкавеліки | Клімат Уанкавеліки |
| Показник                | Січ.               | Лют.               | Бер.               | Квіт.              | Трав.              | Черв.              | Лип.               | Серп.              | Вер.               | Жовт.              | Лист.              | Груд.              | Рік                |
| Середня температура, °C | 7,4                | 7,6                | 7,5                | 7,3                | 6,7                | 5,9                | 5,5                | 6,2                | 6,9                | 7,4                | 7,8                | 7,7                | 7                  |
| Норма опадів, мм        | 127.9              | 143.9              | 131.1              | 57.8               | 24.9               | 9.6                | 13.5               | 24.1               | 41.3               | 56.7               | 67.2               | 104.3              | 802.3              |
| Днів з опадами          | 19,5               | 22,5               | 17,9               | 12                 | 6,8                | 1,7                | 1,5                | 3,1                | 9,2                | 11                 | 11,3               | 17                 | 133,5              |
| Вологість повітря, %    | 76.7               | 71.6               | 77.6               | 68.5               | 65.4               | 57.7               | 55                 | 63.3               | 65.8               | 65.1               | 65.8               | 70.8               | 66.9               |
| ----------------------- | ------------------ | ------------------ | ------------------ | ------------------ | ------------------ | ------------------ | ------------------ | ------------------ | ------------------ | ------------------ | ------------------ | ------------------ | ------------------ |
| Джерело: Weatherbase    |                    |                    |                    |                    |                    |                    |                    |                    |                    |                    |                    |                    |                    |

## Населення
Населення на 2007 рік становить 37 255 осіб.